# Lukuga
Lukuga je řeka v Demokratické republice Kongo. Je to pravý přítok řeky Lualaba, která je horním tokem Konga. Je 350 km dlouhá. Povodí má rozlohu 271 600 km².

## Průběh toku
Odtéká z jezera Tanganika. Vyskytuje se na ní mnoho peřejí.

## Využití
Vodní doprava je možná jen na krátkém úseku u ústí. V povodí řeky se nacházejí naleziště černého uhlí, které se těží pro místní potřebu.